# Viện phim Mỹ
Viện phim Mỹ (tiếng Anh: American Film Institute, thường viết tắt là AFI) là một tổ chức phi lợi nhuận của Hoa Kỳ hoạt động độc lập trên lĩnh vực điện ảnh. Viện phim Mỹ được Quỹ Hỗ trợ Nghệ thuật Quốc gia Hoa Kỳ (National Endowment for the Arts) thành lập năm 1967 sau khi tổng thống Hoa Kỳ Lyndon B. Johnson ký luật về quỹ quốc gia nghệ thuật và khoa học nhân văn (National Foundation on the Arts and the Humanities Act). Giám đốc điều hành đầu tiên của Viện phim Mỹ là George Stevens, Jr. Từ năm 1980, vị trí này thuộc về Jean Picker Firstenberg và từ năm 2007 người giữ vai trò giám đốc AFI là Bob Gazzale.
AFI được biết tới nhiều nhất thông qua các cuộc bình chọn những thành tựu xuất sắc nhất trong lịch sử điện ảnh Hoa Kỳ bắt đầu từ năm 1998. Kể từ năm 1973, mỗi năm Viện phim Mỹ cũng trao Giải Thành tựu trọn đời (Life Achievement Award) cho một cá nhân có đóng góp to lớn cho sự phát triển của điện ảnh. Từ năm 1987, các giải thưởng này được AFI trao tặng trong một buổi lễ trọng thể có tên AFI Fest (Liên hoan phim AFI).
Bên cạnh việc bầu chọn và tổ chức giải thưởng, AFI còn điều hành rạp phim AFI Silver ở Silver Spring, Maryland (mở cửa từ tháng 4 năm 2003) và Học viện AFI (AFI Conservatory) chuyên về điện ảnh.

## Danh sách giải thưởng
- Giải Thành tựu trọn đời của Viện phim Mỹ
- Danh sách 100 phim hay nhất của Viện phim Mỹ
- Danh sách 10 phim hay nhất thuộc 10 thể loại của Viện phim Mỹ
- Danh sách 100 phim hài của Viện phim Mỹ
- Danh sách 100 phim rùng rợn và ly kỳ của Viện phim Mỹ
- Danh sách 100 phim truyền cảm hứng của Viện phim Mỹ
- Danh sách 100 phim tình cảm của Viện phim Mỹ
- Danh sách 100 năm phim ca nhạc của Viện phim Mỹ
- Danh sách 100 ca khúc trong phim của Viện phim Mỹ
- Danh sách 100 năm nhạc phim của Viện phim Mỹ
- Danh sách 100 ngôi sao điện ảnh của Viện phim Mỹ
- Danh sách 100 anh hùng và kẻ phản diện của Viện phim Mỹ
- Danh sách 100 câu thoại đáng nhớ trong phim của Viện phim Mỹ